# هزاردستان (حوضخانه)
این حوضخانه در شهر مشهد واقع می‌باشد، طراحی و معماری آن برداشت آزادی است از معماری حوض‌خانه‌های قدیم که به طرزی هنرمندانه ساخته شده و در واقع موزه ای است زنده که علاوه بر نمایش آثار هنری با غذا و نوشابه‌های سنتی از میهمانان پذیرایی می‌نماید این حوضخانه در راستای بازار جنت واقع شده‌است.
این مکان با وسعتی معادل ۳۵۰ مترمربع دارد و پیش از تغییر کاربری به حوضخانه بخشی از یک خانه مسکونی در محله قدیمی سراب بوده که پس از الحاق اجزا و عناصر کهن تبدیل به یک مجموعه زیبا به نام «موزه- حوضخانه هزاردستان» گردیده‌است. آراستگی‌های داخلی این حوضخانه حاصل تلاش هنرمندانی چون استاد فقید فربودنیا، حمیدی، زرین مهر، سلماسی و دیگران بوده‌است.